# Monnaie de Malte
Pour les articles homonymes, voir Monnaie (homonymie).
La monnaie de Malte désigne l'ensemble des monnaies (pièces et billets) émises dans l'archipel maltais.

## Histoire monétaire
L'histoire monétaire de Malte est à l'image de l'histoire de l'archipel, c'est le reflet des conquérants et possesseurs des îles ; sa position stratégique au cœur de la Méditerranée a fait de Malte la convoitise de toutes les puissances maritimes qui s'y sont succédé. De ce fait, il existe deux pratiques monétaires, les périodes où Malte battait sa monnaie et les périodes où Malte utilisait les monnaies de ses maîtres ou de ses commensaux, clients ou fournisseurs.
Une brochure éditée par la Bank Ċentrali Ta' Malta, la Banque centrale de Malte pour le Mużew tal-Flus, le Musée numismatique indique onze périodes monétaires différentes :
- la période phénicienne de 500 à 218 av. J.-C. ;
- la période romaine de 218 av. J.-C. à 395 apr. J.-C. ;
- une première période d'émission de pièces romano-maltaises de 212 à 100 av. J.-C. ;
- la période byzantine de 395 à 870 ;
- la période arabe de 870 à 1091 ;
- la période médiévale de 1091 à 1530 ;
- une deuxième période d'émission de pièces maltaises avec l'ordre de Saint-Jean de Jérusalem de 1530 à 1798 ;
- une période d'occupation française de 1798 à 1800 ;
- une période britannique de 1800 à 1964 ;
- une période maltaise sans production de nouvelle monnaie de 1964 à 1972 ;
- une troisième période d'émission de pièces maltaises par la Banque centrale de 1972 à 2007 ;
- auxquelles il faut rajouter la période actuelle avec l'émission par la Banque centrale de pièces maltaises en euro depuis 2008.

## Monnaies de Malte

### Monnaies des Hospitaliers
Après leur départ de Terre sainte et un passage par l'île de Chypre, les Hospitaliers conquièrent l'île de Rhodes où ils établissent leur pouvoir. Devenu souverain, l'ordre de Saint-Jean de Jérusalem acquiert toutes les marques et prérogatives d'un État, à commencer par l'émission de monnaie. Les plus anciennes pièces des Hospitaliers qui nous soient parvenues datent d'Hélion de Villeneuve, mais l'on sait que c'est Foulques de Villaret qui, profitant du développement du commerce méditerranéen à Rhodes, initiera cette pratique en imitant les monnaies reconnues en Méditerranée, le Ducato (Ducat de Venise lui-même à l'image du Fiorino, Florin de Florence), pièce d'or, ∅ ≈22 mm, ≈3,5 g, et le Gigliato (carlin de Naples), pièce d'argent, ∅ ≈28 mm, ≈3,9 g. Le rapport or/argent était de 1 ducato = 10 gigliati = 320 deniers (petit numéraire en cuivre ou billon).
Lors de l'installation à Malte des Hospitaliers en 1530, Philippe de Villiers de L'Isle-Adam bataille avec le directeur de la Monnaie à Messine pour reprendre l'émission de monnaie hospitalière à Malte. Il semble d'ailleurs que c'est Pierino de Ponte, son successeur, qui émettra les premières pièces. Après quelques tentatives plus ou moins réussies de modifications des monnaies à Rhodes, comme la création d'un Tarin, d'un Scudo (Écu d'argent) ou, tout à la fin, d'un Testo (Teston d'or) par L'Isle-Adam, le système monétaire des Hospitaliers, dans les premières années de leur installation à Malte, repose sur le Zecchino d'or, le Taro d'argent et le Grano de cuivre.
À la suite du Grand Siège de 1565, Jean de Valette à besoin d'une grande masse de monnaie pour relever les ruines et faire face à la construction de la nouvelle ville fortifiée pour accueillir le couvent. Il va émettre une grande quantité de monnaie fiduciaire en produisant des tari de cuivre pour payer les ouvriers bâtisseurs, s'engageant à les échanger au plus tôt, à même valeur, en « métal noble » par de la monnaie hospitalière ou étrangère. C'est Jean-Paul de Lascaris-Castellar qui abusera de l'émission d'un monnayage de cuivre.
En 1609, Alof de Wignacourt nomme une commission, sous le contrôle du Conseil de l'Ordre, pour mettre en conformité la monnaie hospitalière avec les nouvelles règlementations de la Monnaie de Messine. Seront créés ou confirmés des sous-multiples du Taro et du Grano avec le Carlino ou demi-tari qui vaut 10 grani, le Cinquina ou 1/4 de tari qui vaut 5 grani et le Picciolo, il faut 6 piccioli pour 1 grano ainsi que des multiples de toutes ces monnaies, 3 piccioli, 3 et 4 tari. C'est António Manoel de Vilhena qui portera la monnaie hospitalière à des sommets artistiques à défaut de sommets monétaires avec des pièces de 1, 2, 4 et 12 zecchinni en or, de 1 et 2 scudi en argent, de 1, 2, 3, 4, 6, 8 et 12 tari en argent.
Vilhenna frappera pas moins de l'équivalent de 200 000 zecchini de pièces d'or et de grandes quantités de pièces d'argent mais ces pièces étaient trop lourdes en métal fin par rapport aux pièces napolitaines ou siciliennes, ce qui entraina une rétention à Naples et à Messine de ces pièces ainsi qu'une refonte lucrative par les orfèvres locaux. Vilhenna imposera en 1730 une stricte interdiction d'exportation de l'or et de l'argent En 1738, Raymond Despuig renforcera les mesures contre les spéculateurs et finira par retirer de la circulation le monnayage de Vilhenna faisant ainsi disparaitre des pièces admirablement exécutées. Dès son élection Manoel Pinto da Fonseca doit faire face à un manque important de monnaie, il fait alors appel à Zanobio Paoli, ancien maître de la monnaie de Florence, qui va réformer le système monétaire de l'Ordre. Pinto suivi par Francisco Ximenes de Texada et Emmanuel de Rohan-Polduc reviendront à des finesses et des poids compatibles avec les autres monnaies. Ils émettront des pièces de 5, 10 et 20 scudi d'or, 1 et 2 scudi et 1, 2, 3, 4, 6, 8, 12, 15 et 30 tari d'argent en limitant la production de monnaie fiduciaire en cuivre.
Le système monétaire des Hospitaliers est duodécimal et vicésimal :
- 1 ducato = 1 zecchino = 4 scudi = 48 tari = 960 grani = 5760 piccioli
- 1 scudo = 12 tari = 240 grani = 1440 piccioli
- 1 taro = 20 grani = 120 piccioli
- 1 grano  = 6 piccioli

avec comme divisionnaire :
- 1 carlino = 10 grani
- 1 cinquina = 5 grani

Le rapport or/argent étant 3,5 g d'or pour 56 g d'argent soit 1 à 16.
Mais l'ordre de Saint-Jean de Jérusalem doit faire face à de graves difficultés financières. La Révolution française et ses conséquences vont priver l'Ordre d'une grande partie de ses ressources en saisissant ses biens et en tarissant ainsi les versements des responsions des commanderie d'Occident. C'est Bonaparte, en route pour la campagne d'Égypte, qui mettra fin à l'Ordre, en tout cas dans l'archipel maltais.
Pendant les deux ans d'occupation française des îles, la République française ne produira aucune monnaie maltaise. Nous connaissons aujourd'hui, uniquement, des petits lingots d'argent, provenant de la fonte des pièces circulant dans les îles. Ces lingots, marqués des initiales RF encadrant une croix de Malte et contremarqués d'un bonnet phrygien lors du contrôle, portent la valeur, généralement 30 tari, et l'année de fabrication.

### Monnaies britanniques
Depuis le départ des Français le 5 septembre 1800 et la présence britannique officialisée par le traité de Paris, les monnaies d'or et d'argent des Hospitaliers de l'Ordre de Saint-Jean de Jérusalem ainsi que d'autres monnaies étrangères et notamment le dollar sicilien continuent de circuler. En octobre 1855, une proclamation britannique décrète que la livre sterling (la sterlina pour les Maltais) sera dorénavant la seule devise légale à Malte sous le nom de pound ou libbra (livre maltaise). Toutes ces pièces, hospitalières ou des différents royaumes italiens, furent retirées de la circulation entre octobre 1885 et novembre 1886, après un décret du gouvernement italien demandant le retrait des pièces du Saint-Siège et du royaume des Deux-Siciles. Après ces retraits, seules les pièces britanniques restent en circulation.
Le système monétaire britannique, donc maltais, est l'héritier direct des monnaies romaines basées sur un système duodécimal combiné avec un système vicésimal :
- 1 schilling = 12 pence ;
- 1 livre sterling = 20 shillings = 240 pence.

#### Pièces de monnaie
Les pièces utilisées à Malte pendant cette période sont des pièces frappées au Royaume-Uni. Il faut noter dans ce monnayage, pour la période qui intéresse Malte, quatre époques différentes de monnaie, la première entre 1818/1820 et 1860, la deuxième entre 1860 et 1947 et entre 1947 et 1970 pour la troisième, la quatrième est l'époque moderne post-décimalisation, mais en fait seules les deuxième et troisième périodes concernent les monnaies ayant circulé à Malte.
Pour la première période, qui est caractérisée par l'amélioration des techniques de fabrication, le colonisateur britannique va produire une pièce qui n'a circulé que dans l'archipel maltais :
- 1/3 de farthing ou 1/12 de penny, cuivre, ∅ 16 mm, 1,5 g.

La première émission date de 1827 à l’effigie de George IV, suivie en 1835 avec Guillaume IV et en 1844 avec Victoria. Cette pièce était prévue pour remplacer le grano des Hospitaliers sur la base de 3 grani pour 1 farthing d'où cette création monétaire spécifique à l'archipel maltais 1 grano pour 1/3 de farthing ce qui représente une dévaluation de 28,75 % pour l'or et 20 % pour l'argent, le rapport or/argent britannique étant de 1 à 14,25 contre 1 à 16 pour la monnaie hospitalière.
Pour la deuxième période, qui voit une certaine standardisation des modules, c'est le système monétaire britannique qui est progressivement mis en place à partir de 1855 avec les pièces frappées à l'effigie de Victoria puis celles d'Édouard VII, George V, Édouard VIII et George VI :
- 1/3 de farthing - 1/12 d, (d de denarius pour penny),  cuivre,  ∅ 16 mm, 1,5 g ;
- 1/4 de penny ou farthing - 1/4 d, bronze, ∅ 20 mm, 2,8 g ;
- 1/2 penny - 1/2 d, bronze, ∅ 25 mm, 5,7 g ;
- 1 penny - 1/12 s (s de solidus pour shilling), bronze, ∅ 31 mm, 9,4 g ;
- 3 pence - 1/4 s, argent, ∅ 16 mm, 1,4 g ;
- 6 pence - 1/2 s, argent, ∅ 19 mm, 2,8 g ;
- 1 shilling - 1/20 p (p de pound pour livre sterling), argent, ∅ 24 mm, 5,7 g ;
- 2 shillings ou florin  - 1/10 p, argent, ∅ 28,5 mm, 11,3 g ;
- 2 shillings et demi ou demi-couronne - 1/8 p, argent, ∅ 32 mm, 14,1 g ;
- 5 shillings ou couronne - 1/4 p, argent, ∅ 39 mm, 28,3 g ;
- 10 shillings ou demi-souverain  - 1/2 p, or, ∅ 19 mm, ≈4 g ;
- 20 shillings ou souverain ou livre sterling - £1 (£ pour livre), or, ∅ ≈22 mm, ≈8 g ;

et deux nouvelles pièces ayant certainement très peu circulé à Malte :
- 2 pounds ou 2 souverains - £2, or, ∅ 28,4 mm, ≈16 g ;
- 5 pounds ou 5 souverains - £5, or, ∅ 38,6 mm, ≈40 g ;

comme d'ailleurs :
- 4 pence ou groat - 1/3 s, argent,  ∅ 16 mm, 1,9 g.

Pour la troisième période, il s'agit des pièces de George VI et majoritairement celles d'Élisabeth II qui circulent dans l'archipel maltais même après la décimalisation britannique en 1970 :
- 1/4 de penny ou farthing - 1/4 d, bronze, ∅ 20 mm, 2,8 g ;
- 1/2 penny - 1/2 d, bronze, ∅ 25 mm, 5,7 g ;
- 1 penny - 1/12 s, bronze, ∅ 31 mm, 9,4 g ;
- 3 pence - 1/4 s, cupro-nickel, dodécagonale ∅ 22 mm, 6,8 g ;
- 6 pence - 1/2 s, cupro-nickel, ∅ 19 mm, 3 g ;
- 1 shilling - 1/20 p, cupro-nickel, ∅ 24 mm, 5,7 g ;
- 2 shillings ou florin  - 1/10 p, cupro-nickel, ∅ 28,5 mm, 11,3 g ;
- 2 shillings et demi ou demi-couronne - 1/8 p, cupro-nickel, ∅ 32 mm, 14,1 g ;

et  deux pièces ayant certainement très peu circulé à Malte car peu émises :
- 5 shillings ou couronne - 1/4 p, cupro-nickel, ∅ 39 mm, 28,3 g ;
- 1 Sovereing valant 1 livre sterling - £1, or 22 carats, ∅ ≈22 mm, ≈8 g ; le souverain est, au XXe siècle, plus un moyen de placement qu'un moyen d'échange.

#### Billets de banque
Les premiers billets ayant très certainement circulé à Malte ne sont pas émis avant le XXe siècle. Pour le XIXe, il est connu, pour la facilité des échanges commerciaux, des billets de banque émis par la Banco Anglo-Maltese créée en 1809 et par la Banco di Malta à partir de 1812. Ces billets rédigés en italien portaient des valeurs en écu et en livre sterling à partir de 1855. Ces banques sont remplacées en 1878 par l’Anglo-Egyptian Banking.
La circulation de vrais billets de banque a été effective dès août 1914 pour limiter la masse monétaire métallique en raison des inquiétudes générées par la Première Guerre mondiale. Ces billets de 2, 5 et 10 shillings et 1, 5 et 10 livres sterling, sont à l'effigie de George V et, souvent surchargés, circuleront jusqu'à la Seconde Guerre mondiale.
La deuxième série de billet uniface, date de 1940, est émise par le Gouvernement de Malte après une loi du 13 septembre 1939, à l'effigie de profil de George VI :
- 1 shilling - 1/-, surimpression sur des stocks de billets de 2 shillings datant de novembre 1918 ;
- 2 shillings - 2/-, brun-vert ;
- 2 shillings 6 pence - 2/6, vert-orange ;
- 5 shillings - 5/-, vert-rouge ;
- 10 shillings - 10/-, rose-vert ;
- 1 pound - £1, brun-rose.

La troisième série, au nom du Gouvernement de Malte, complétant la deuxième série, date de 1942 à l'effigie de face de George VI :
- 1 shilling - 1/-, bleu-brun ;
- 2 shillings - 2/-, brun-vert.

La quatrième série date de 1949, alors qu'est créée à La Valette une caisse d'émission qui émet les billets depuis Malte au nom du Gouvernement de Malte, imprimés sur les deux faces, c'est la série à la George Cross à l'effigie de George VI âgé :
- 10 shillings - 10/-, vert ;
- 1 pound - 1/-, brun.

La cinquième série date de 1954, toujours à la George Cross, mais à l'effigie de la reine Elizabeth couronnée :
- 10 shillings - 10/-, vert ;
- 1 pound - 1/-, brun.

La sixième série date de 1963, à la George Cross toujours à l'effigie d'Elizabeth mais tête nue, pour la première fois une vue de Malte est imprimée au verso :
- 10 shillings - 10/-, recto rose-vert-bleu-violet-orange-vert, verso port de Mgġarr à Gozo, vert ;
- 1 pound - 1/-, recto brun-vert-violet-rose-brun, verso zone industrielle de Marsa, brun ;

complétée en  1968 :
- 5 pounds - £5, recto violet-vert-brun-bleu-violet, verso Grand Harbour à La Valette, gris.

Suivie dès  1969 par la septième et dernière série au motif identique à la précédente mais de couleurs différentes :
- 10 shillings - 10/-, recto rose-vert-bleu-orange-rouge, verso port de Mgġarr à Gozo, rouge ;
- 1 pound - £1, recto vert-rose, verso zone industrielle de Marsa, brun  ;
- 5 pounds - £5, recto violet-vert-orange-bleu-violet, verso Grand Harbour à La Valette, bleu.

### Monnaies maltaises
L’indépendance du pays est accordée le 21 septembre 1964 et Malte reste au sein du Commonwealth. En attente des travaux de la Commission de décimalisation maltaise, les billets de banque et les pièces de monnaie britanniques continuent à circuler à Malte, même après la décimalisation britannique, sans aucune modification du régime monétaire sinon que les Maltais parlent plus volontiers de Libbra Maltija (livre maltaise) plutôt que de Pound Sterling (Livre sterling).
À la lumière des recommandations de la Commission maltaise de la décimalisation en 1967, le gouvernement maltais approuve une loi en septembre 1971 afin de rendre décimales les subdivisions de la livre sterling. En mai 1972 une première série de pièces maltaises est émise suivie de peu par la première série de billets de banque, les pièces et les billets britanniques alors en circulation sont progressivement démonétisés.
La Libbra Maltija - £m - est alors remplacée par la Lira Maltija - Lm - (lire maltaise code MTL) sur la parité 1 Lm = 1£m = £1. Cette lire est divisée en 100 cents et le cent en 10 mils.

#### Pièces de monnaie
Au total il y aura trois séries de pièces maltaises émises en Lira Maltija. L’État maltais émet une première série en mai 1972, presque huit ans après l'indépendance. La République de Malte émet une deuxième série de pièces en 1975 et en 1991 une troisième série qui sera remplacée le 1er janvier 2008 par l'euro.
La première série comporte d'abord 8 pièces puis 9 à partir de 1975 :
- 2 mils à la croix de Malte, aluminium, festonnée à 8 festons, ∅ 20 mm, 0,95 g ;
- 3 mils à l'abeille, aluminium, festonnée à 8 festons, ∅ 23 mm, 1,45 g ;
- 5 mils à la poterie, aluminium, festonnée 12 festons, ∅ 26 mm, 2,1 g ;
- 1 cent à la George Cross, bronze, ∅ 26 mm, 7,15 g ;
- 2 cents au buste de Penthésilée, cupro-nickel, ∅ 18 mm, 2,25 g ;
- 5 cents à l'autel du temple de Hagar Qim, cupro-nickel ∅ 24 mm, 5,65 g;
- 10 cents à la galère du grand maître des Hospitaliers, cupro-nickel, ∅ 28,5 mm, 11,3 g ;
- 50 cents au monument du Grand Siège de Malte, cupro-nickel, décagonale, ∅ 33 mm, 13,6 g.

Le 13 décembre 1974, Malte proclame la République, pour célébrer cet événement est émise  en juin 1975 une pièce courante :
- 25 cents an nouveaux emblèmes de la République, d'abord en cuivre puis en cupro-nickel dès 1976, octogonale, ∅ 30 mm, 10,5 g.

En 1982, une série complète de pièces commémoratives est émise pour marquer les dix ans de la décimalisation, les neuf pièces portent au verso « 10th ANNIVERSARY OF DECIMALIZATION ».
La deuxième série date de 1986, elle officialise deux choses, les emblèmes de la République de Malte et l'abandon des mils, elle comporte 7 pièces :
- 1 cent ballotra (belette), cuivre-Zinc, ∅ 18,5 mm, 2,8 g ;
- 2 cents  Zebbuga (olivier), cupro-nickel, ∅ 17,8 mm, 2,3 g ;
- 5 cents Il-Qobru (crabe), cupro-nickel, ∅ 19,8 mm, 3,5 g  ;
- 10 cents Lampuka (dorade), cupro-nickel, ∅ 21,8 mm, 5 g  ;
- 25 cents Ghirlanda (fleur maltaise), cupro-nickel, ∅ 25 mm, 6,2 g ;
- 50 cents Tulliera (pulicaire), cupro-nickel, ∅ 27 mm, 8 g ;
- 1 lira Merrill (grive), nickel, ∅ 29,8 mm, 13 g.

La troisième et dernière série avant l'adoption de l'euro, est émise en 1991, elle comporte les mêmes sept pièces de 1986, la seule différence est l'adoption des nouvelles armoiries de Malte sur l'avers de toutes les pièces en remplacement des emblèmes de la République.

##### Pièces commémoratives et pièces de collection
L’État maltais émet des pièces commémoratives en or et en argent dès novembre 1972. Pour cela elle collabore avec l'ordre souverain de Malte à la suite d'accords datant de mai 1972 et valable pour une durée de quatre ans. Il s'agit d'un échange de procédés, l'Ordre fournissait deux presses de frappe à l’État maltais pour lui permettre d'être autonome - la Monnaie de Malte, sous la responsabilité de la banque centrale de Malte, est créée en décembre 1973 - et l'ordre a en échange les droits exclusifs de vente des pièces d'or et d'argent.
En 1977, un nouvel accord est passé avec Spink & Son Ltd de Londres qui a la responsabilité de commercialiser les émissions réalisées en deux états, Proof par la Birmingham Mint en Grande-Bretagne et en BU par la Malta Mint.

#### Billets de banque
La banque centrale de Malte émet quatre séries de billets rédigés en Lira Maltija (Lire maltaise). Les deux premières séries sont bilingues, le recto est en maltais et le verso est en anglais ; il faut noter que la valeur des faces maltaises est exprimée en lira (lire) et celle des faces anglaises est exprimée en pound (livre) - £M : expression d'un compromis à la mode maltaise - les deux dernières séries sont uniquement en maltais et en lire - Lm. Certaines séries connaîtront des modifications afin d'améliorer la praticité ou la sécurité.
La première série date de 1972 et comprend trois coupures :
- 1 lira - £M1 - couleur dominante vert, recto War Memorial, la carte de l'archipel et le logo de la banque central, verso Mdina et hypogée de Ħal Saflieni ;
- 5 liri - £M5 - couleur dominante bleu, recto statue de Neptune (Palais des grands maîtres), la carte de l'archipel et le logo de la banque centrale, verso Yacht Marina de Msida et port de Marsalokk avec un luzzu ;
- 10 liri - £M10 - couleur dominante brune, recto statue de Neptune, la carte de l'archipel et le logo de la banque centrale, verso fort St Angelo et Grand Harbour avec des dgħajjes.

La deuxième série date de 1977 et comprend aussi trois coupures. Cette série connaîtra une réédition avec des points imprimés en relief pour les aveugles :
- 1 lira - £M1 -
- 5 liri - £M5 -
- 10 liri - £M10 -

La troisième série date de 1986, elle comprend quatre coupures, malgré la suppression des billets d'une lira et comporte au verso le portrait de la première présidente de la République de Malte, Agatha Barbara :
- 2 liri - Lm2 -
- 5 liri - Lm5 -
- 10 liri - Lm10 -
- 20 liri - Lm 20 -

La quatrième et dernière série en lire, avant l'entrée en vigueur de l'euro, est émise en 1989, elle comprend aussi quatre coupures et connaitra deux rééditions en 1994 et 2000 pour améliorer la sécurité contre le faux-monnayage :
- 2 liri - Lm2 -
- 5 liri - Lm5 -
- 10 liri - Lm10 -
- 20 liri - Lm 20 -